# 법계 (불교)
법계(法界)는 산스크리트어 다르마다투(Dharmadhatu)의 역어이다.
부파불교에서 법계는 의식의 대상이 되는 모든 사물을 가리킨다. 반면, 일반적으로 대승불교에서는 법(法)을 모든 존재 또는 현상으로 해석하여 모든 존재를 포함한 세계, 온갖 현상의 집합으로서의 우주를 뜻하며, 또한 모든 현상의 본질적인 양상, 즉 진여(眞如)까지도 뜻한다.
대승불교 가운데에서도 특히 화엄종에서는 법계를 연기의 세계라 하여 법계연기에 대해 설하며, 밀교(密敎)에서는 법계를 영원의 이법(理法)과 동일시하고 있다.

## 같이 보기
- 일념삼천
- 삼계
- 법계연기
- 불교의 우주론
- 만다라
  - 태장계 만다라
  - 금강계 만다라

## 참고 문헌
- 이 문서에는 다음커뮤니케이션(현 카카오)에서 GFDL 또는 CC-SA 라이선스로 배포한 글로벌 세계대백과사전의 내용을 기초로 작성된 글이 포함되어 있습니다.